# Психиатрическая клиническая больница № 13
Психиатрическая клиническая больница № 13 — психиатрическая больница в Москве, основанная в 1963 году. Является клинической базой для кафедры психиатрии, психотерапии и психосоматической патологии факультета непрерывного медицинского образования РУДН и кафедры наркологии РМАНПО. После проведённой в 2017 году реформы является одной из трёх московских больниц данного профиля наряду с ПКБ № 1 и № 4. В больнице оказывают психиатрическую помощь жителям Юго-Восточного и других административных округов Москвы.
Больница с шестью корпусами была открыта в августе 1963 года. Созданием и организацией работы занималась первый главный врач больницы Антонина Ивановна Воздвиженская, ставшая впоследствии заслуженным врачом РСФСР.  Спустя десятилетие были возведены еще два новых корпуса на 600 коек каждый, а также здание трудовых мастерских. В 1988 году один из корпусов больницы (строение 7) был передан образованному Всесоюзному научному центру медико-биологических проблем наркологии Министерства здравоохранения СССР, ныне — Научный национальный центр наркологии.
В 2010 году больница стала клинической базой для кафедры психиатрии, психотерапии и психосоматической патологии факультета повышения квалификации медицинских работников РУДН, где также проходят повышение квалификации психотерапевты и психологи больницы.
Алексей Юрьевич Тер-Исраелян с первых же дней вступления на должность главного врача приступил к реализации Приказов ДЗМ о реорганизации психиатрической службы Москвы, сформировав, по существу, новую психиатрическую больницу в ЮВАО с амбулаторными подразделениями.
10 ноября 2012 года к стационару присоединились психоневрологические диспансеры № 11, № 12, № 20. Они стали филиалами ПКБ № 13. В это же время произошло сокращение коечного фонда (с 850 коек до 720 коек) и их перепрофилирование. Сейчас амбулаторное звено состоит из трех филиалов. В 2017-2018 г. открыты два амбулаторно-диспансерных отделения при филиале № 1 и филиале №3, они обслуживают населения районов Люблино, Марьино, Капотню, Некрасовку, Выхино-Жулебино в количестве более 600 тыс. человек. В Филиале 4 работает «Клиника памяти» и отделение «психосоматических и соматоформных расстройств». Филиалы, помимо своей основной работы, в качестве платных предоставляют услуги медицинского (психиатрического) освидетельствования для совершения сделок с недвижимостью, на право пользования оружием, управления транспортными средствами и пр.
В 2018 году открыты отделения интенсивного оказания психиатрической помощи в диспансерах, кабинеты врача-психиатра “Служба единое окно” при поликлиниках, медико-реабилитационные отделения диспансерного отделения. В филиалах ГБУЗ «ПКБ № 13 ДЗМ» есть кабинеты по медицинскому обслуживанию детей и подростков, кабинеты активного диспансерного наблюдения и проведения амбулаторного принудительного лечения.
В марте 2018 г. в ГБУЗ «ПКБ № 13 ДЗМ» открыто отделение амбулаторной судебно-психиатрической экспертизы. Работа АСПЭ оказывает существенную помощь судебно-следственным органам столицы.
Так как больница являлась клинической базой для кафедр медицинских вузов с апреля 2019 г. ГБУЗ «Психиатрическая больница № 13» ДЗМ на основании приказа Департамента Здравоохранения города Москвы от 13.04.2019 года № 172 переименовано в Государственное бюджетное учреждение здравоохранения «Психиатрическая клиническая больница № 13» Департамента Здравоохранения города Москвы, сокращенное наименование ГБУЗ «ПКБ № 13 ДЗМ».
Для пациентов дневных стационаров регулярно, в рамках программы реабилитации, проводятся: экскурсии, прогулки, литературные встречи, музыкальные концерты, психотерапевтические занятия с пациентами и их родственниками, что способствует социализации пациентов. Для воздействия на психоэмоциональное состояние пациентов, его гармонизацию, проводится терапия изобразительным творчеством (арт-терапия), кинезиотерапия, вокалотерапия. а так же производится работа с проблемами и неврозами пациентов через процедуры телесного контакта (телесно-ориентированная терапия).
Для населения города Москвы специалистами больницы ежемесячно проводятся психообразовательные лекции, практические семинары и тренинги. Ежегодно на базе всех отделений и филиалов больницы проходят обучение, повышение квалификации и профессиональную переподготовку врачи и ординаторы по специальностям “Психиатрия”, “Психотерапия”, “Психиатрия-наркология”, а также средний медицинский персонал по специальности “Сестринское дело” (в психиатрии и наркологии). Наиболее квалифицированные специалисты больницы делятся своим опытом с коллегами и начинающими врачами. Врачи, завершившие обучение наиболее успешно, трудоустраиваются в больнице. 12.11.2019 ГБУЗ “ПКБ № 13 ДЗМ ” стала клинической базой для кафедры “Психиатрии, судебной психиатрии и психосоциальной реабилитации” при Факультете непрерывного медицинского образования Медицинского института Российского университета дружбы народов. Данная кафедра подготавливает врачей судебных психиатров для работы в отделениях судебно-психиатрической экспертизы (амбулаторной и стационарной) в городе Москве и Российской Федерации, специалистов в области психосоциальной реабилитации для работы в медицинских реабилитационных центрах, дневных психиатрических стационарах.
В феврале 2020 года открыт новый Филиал № 4 у метро Кузьминки, который позже включил в себя «Клинику памяти» и «психосоматических и соматоформных расстройств» на 75 коек. Клиника памяти — это 6-недельная программа реабилитации, которая включает в себя цикл занятий, направленных на восстановление важных функций головного мозга: запоминания, внимания, самоконтроля эмоциональных переживаний. В программу работы Клиники памяти, включены занятия с психологом, позволяющие улучшить мелкую моторику, избавиться от подавленности, тревоги. Активно используется лечебная физкультура, которая разработана для разных возрастных групп, носит индивидуальный характер. Применяется современная медикаментозная терапия, для коррекции расстройств памяти и других нарушений функций мозга.

В феврале 2021 года открыто психиатрическое отделение неотложной помощи. Бригада неотложной психиатрической помощи состоит из врача-психиатра и санитара, в медицинской укладке имеется достаточный набор лекарств для оказания неотложной помощи. В случае необходимости врач может выписать рецепт на лекарства.
Главные врачи больницы:
- 1963—1984 — Антонина Ивановна Воздвиженская
- 1984—1997 — Валентин Иванович Пищулин
- 1997—1999 — Александр Михайлович Черников
- 1999—2012 — Эдуард Семёнович Дроздов[4]
- 2012 —2024 — Алексей Юрьевич Тер-Исраелян

Филиалы:
- Филиал № 1
  - Диспансерное отделение № 1 (бывший Психоневрологический диспансер № 11)
  - Диспансерное отделение № 2
- Филиал № 2 (бывший Психоневрологический диспансер №12)
- Филиал № 3
  - Диспансерное отделение № 1 (бывший Психоневрологический диспансер № 20)
  - Диспансерное отделение № 2[9]

- Филиал № 4
  - Клиника памяти (оказывает бесплатную помощь населению с начальными признаками нарушения памяти)
  - Отделение психосоматических и соматоформных расстройств